# Carpatair
Carpatair (code IATA : V3 ; code OACI : KRP) est une compagnie aérienne roumaine, basée à Timișoara.

## Le réseau
Au 1er janvier 2013, la compagnie dessert 15 destinations. À partir de son hub à l'aéroport international Traian-Vuia de Timișoara elle offre principalement des liaisons nationales en Roumanie ainsi que des liaisons vers et depuis l'Allemagne et l'Italie.

## Coopération avec Alitalia
Depuis début 2012, Carpatair assurait pour le compte d'Alitalia des vols intérieurs en Italie reliant Rome à Ancône, Bologne et Pise. Ces vols étaient effectués sur des appareils Carpatair peints aux couleurs d'Alitalia avec du personnel Carpatair. Le partenariat entre les deux compagnies est fortement critiqué par les syndicats des pilotes et des personnels navigants d'Alitalia, ces derniers craignant des problèmes de sécurité. À la suite d'un accident survenu le 2 février 2013 à Rome-Fiumicino (atterrissage raté et sortie de piste d'un vol en provenance de Pise), la coopération a été suspendue provisoirement.

## Flotte

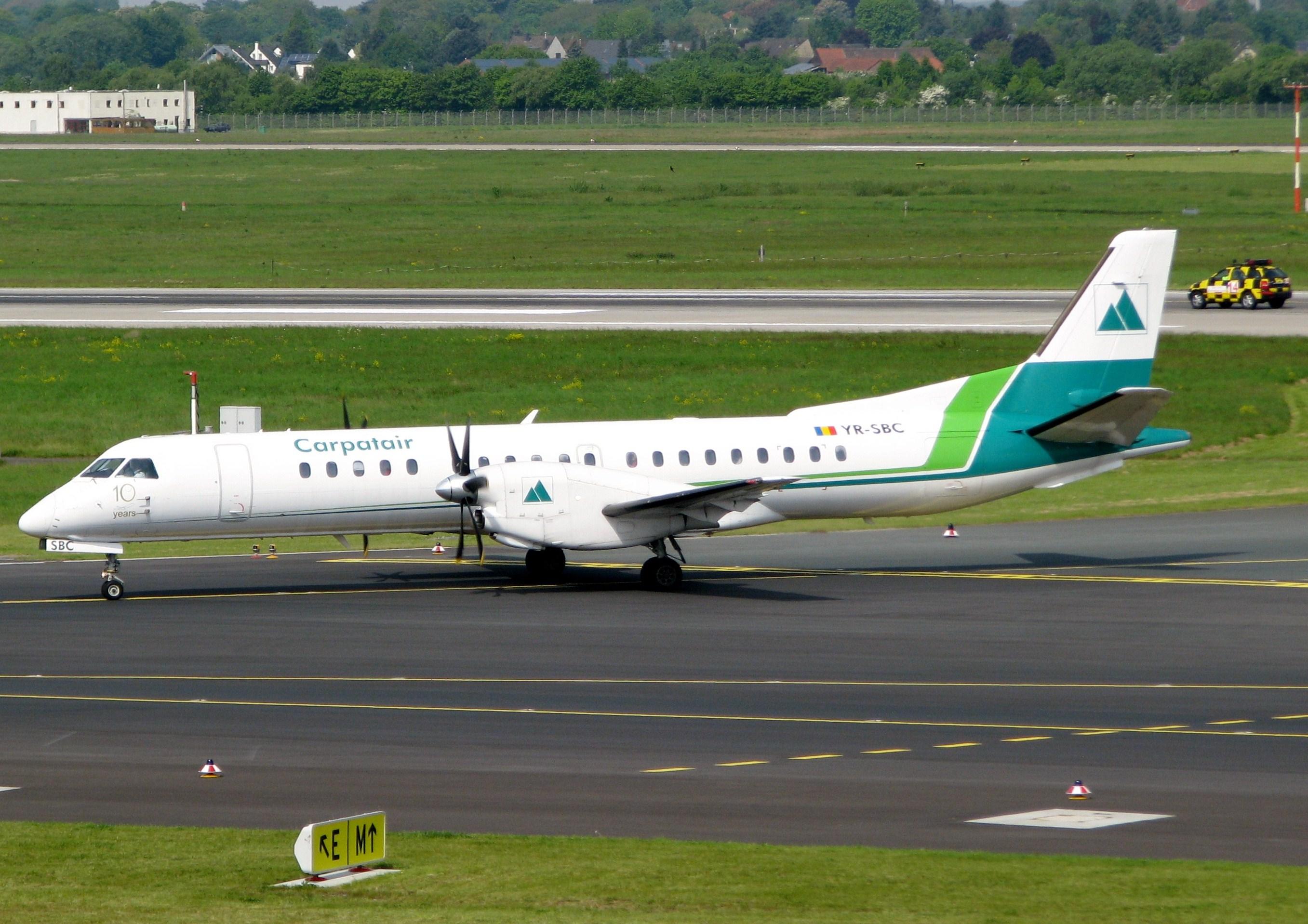
Saab 2000 de Carpatair.

En décembre 2016, la flotte de Carpatair, d'un âge moyen de 25,3 ans, est composée de 2 Fokker F100.
En 2017, la flotte est composée de 3 Fokker 100 et 1 Boeing 737.
En 2023, la flotte est composée de 2 Fokker 100 (YR-FZA et YR-FKB) et 2 Airbus A319 (YR-ABA et YR-ABB).